# Samsung Gear S3
La Samsung Gear S3 est une montre intelligente circulaire basée sur Tizen produite et vendue par Samsung Electronics. Elle est mise en vente le 18 novembre 2016.
Il existe deux modèles de Gear S3, « Classic » et « Frontier ». La « Classic » a un boîtier de montre en argent et un bracelet en cuir noir, tandis que la Frontier a un boîtier de montre noir et un élastique. Les deux sont classés IP68 (résistant à l'eau) et disposent de capteurs GPS et de moniteur de fréquence cardiaque. Une caractéristique notable est que la bague de la lunette tourne dans le cadre de l'interface utilisateur, bien que les utilisateurs puissent également naviguer en faisant glisser l'écran et / ou en utilisant les deux boutons sur le côté.
La Samsung Galaxy Watch lui succède le 9 août 2018.

## Comparaison des modèles
| Modèle                | Gear S3 Frontier                                                                | Gear S3 Frontier (LTE)                                                          | Gear S3 Classic (LTE) ( Bluetooth)                                              |
| --------------------- | ------------------------------------------------------------------------------- | ------------------------------------------------------------------------------- | ------------------------------------------------------------------------------- |
| Système opérateur     | Tizen Based Wearable Platform 4.0.0.7 Mise à jour juin 2020                     | Tizen Based Wearable Platform 4.0.0.7 Mise à jour juin 2020                     | Tizen Based Wearable Platform 4.0.0.7 Mise à jour juin 2020                     |
| Taille                | 49 x 46 x 12,9                                                                  | 49 x 46 x 12,9                                                                  | 49 x 46 x 12,9                                                                  |
| Poids                 | 62 g                                                                            | 62 g                                                                            | 57 g                                                                            |
| Mémoire               | 4 Go de mémoire interne, 768 Mo de RAM                                          | 4 Go de mémoire interne, 768 Mo de RAM                                          | 4 Go de mémoire interne, 768 Mo de RAM                                          |
| Connectivité          | Bluetooth 4.2, Wi-Fi b / g / n, NFC, MST, GPS / Glonass                         | 3G / LTE, Bluetooth 4.2, Wi-Fi b / g / n, NFC, MST, A-GPS / Glonass             | Bluetooth 4.2, Wi-Fi b / g / n, NFC, MST, GPS / Glonass                         |
| Capteurs              | Accéléromètre, gyroscope, baromètre, HRM, lumière ambiante, compteur de vitesse | Accéléromètre, gyroscope, baromètre, HRM, lumière ambiante, compteur de vitesse | Accéléromètre, gyroscope, baromètre, HRM, lumière ambiante, compteur de vitesse |
| Batterie              | Batterie Li-Ion 380 mAh                                                         | Batterie Li-Ion 380 mAh                                                         | Batterie Li-Ion 380 mAh                                                         |
| Technologie de charge | Chargement sans fil (inductif WPC)                                              | Chargement sans fil (inductif WPC)                                              | Chargement sans fil (inductif WPC)                                              |
| Numéro de pièce       | SM-R760                                                                         | SM-R765                                                                         | SM-R770                                                                         |

Les modèles «LTE» sont subdivisés en sous-modèles en fonction du pays cible et de l'infrastructure cellulaire du fournisseur de services disponible.
| Modèle   | Pays cible       | Les fournisseurs de services | Prise en charge LTE           | Bande LTE (fréquence)                                                | Prise en charge UMTS            | Bande UTMS (fréquence)                                     |
| -------- | ---------------- | ---------------------------- | ----------------------------- | -------------------------------------------------------------------- | ------------------------------- | ---------------------------------------------------------- |
| SM-R765A | Etats-Unis       | AT&T                         | LTE                           | B2 (1900 PCS), B4 (1700/2100 AWS 1), B5 (850) et B17 (700 av. J.-C.) | UMTS                            | B1 (2100), B2 (1900 PCS) et B5 (850)                       |
| SM-R765F | Singapour        | Singtel et Starhub           | LTE, LTE 100/50 et LTE 150/50 | B1 (2100), B3 (1800 +) et B5 (850)                                   | UMTS, HSUPA, HSUPA 5.8 et HSDPA | B1 (2100)                                                  |
| SM-R765L | Corée            |                              | LTE, LTE 100/50 et LTE 150/50 | B5 (850)                                                             |                                 |                                                            |
| SM-R765N | Nouvelle-Zélande | Étincelle                    |                               |                                                                      | 3G WCDMA                        | B5 (850)                                                   |
| SM-R765S | Corée            |                              | LTE                           | B5 (850)                                                             |                                 |                                                            |
| SM-R765T | Etats-Unis       | T Mobile                     | LTE                           | B2 (1900 PCS), B4 (1700/2100 AWS 1) et B5 (850)                      | UMTS                            | B1 (2100), B2 (1900 PCS), B4 (1700/2100 AWS 1) et B5 (850) |
| SM-R765V | Etats-Unis       | Verizon                      | LTE, LTE 100/50 et LTE 150/50 | B4 (1700/2100 AWS 1) et B13 (700 c)                                  |                                 |                                                            |
| SM-R775S | Corée            |                              | LTE                           | B5 (850)                                                             |                                 |                                                            |